# Межисить
Межи́сить — село в Україні, у Самарівській сільській громаді Ковельського району Волинської області. Населення становить 703 осіб.

## Назва
Є кілька пояснень походження назви села. За однією з них назва утворилась від місця, куди жителі сусіднього села їздили на покоси — «межи ситі», — тобто тут була гарна трава[джерело?]. За іншою версією, назва пішла від того, що поселення знаходилось серед багатьох дупол, де роїлися бджоли — від «межи „ситями“» («ситями» називали мед)[джерело?].

## Географія
З північного боку село омивається озером Оріхове. Знаходиться у прикодонній зоні з Білоруссю .
Поблизу, у лісі, знаходяться два озерця — «Озірця».
До сільської ради відносяться хутори: Залисиця, Бродятино, Денисі, Голики, Вал, Загора.

## Історія
У 1906 році хутір Хотешівської волості Ковельського повіту Волинської губернії. Відстань від повітового міста 88 верст, від волості 27. Дворів 27, мешканців 182.

## Населення
Згідно з переписом УРСР 1989 року чисельність наявного населення села становила 637 осіб, з яких 309 чоловіків та 328 жінок.
За переписом населення України 2001 року в селі мешкало 697 осіб.

### Мова
Розподіл населення за рідною мовою за даними перепису 2001 року:
| Мова       | Відсоток |
| ---------- | -------- |
| українська | 99,57 %  |
| російська  | 0,43 %   |